# Юніті (Нью-Гемпшир)
Юніті (англ. Unity) — місто (англ. town) в США, в окрузі Салліван штату Нью-Гемпшир. Населення — 1518 осіб (2020).

## Демографія
Згідно з переписом 2010 року, у місті мешкала 1671 особа в 601 домогосподарстві у складі 416 родин. Було 736 помешкань
Расовий склад населення:
| - 97,4 % — білих - 0,4 % — чорних або афроамериканців - 0,3 % — азіатів - 0,2 % — корінних американців |

До двох чи більше рас належало 1,6 %. Частка іспаномовних становила 0,8 % від усіх жителів.
За віковим діапазоном населення розподілялося таким чином: 15,0 % — особи молодші 18 років, 63,6 % — особи у віці 18—64 років, 21,4 % — особи у віці 65 років та старші. Медіана віку мешканця становила 49,7 року. На 100 осіб жіночої статі у місті припадало 108,9 чоловіків;  на 100 жінок у віці від 18 років та старших — 106,5 чоловіків також старших 18 років.
Середній дохід на одне домашнє господарство  становив 73 528 доларів США (медіана — 66 458), а середній дохід на одну сім'ю — 78 571 долар (медіана — 74 063). Медіана доходів становила 46 354 долари для чоловіків та 36 581 долар для жінок. За межею бідності перебувало 6,9 % осіб, у тому числі 6,3 % дітей у віці до 18 років та 2,2 % осіб у віці 65 років та старших.
Цивільне працевлаштоване населення становило 754 особи. Основні галузі зайнятості: освіта, охорона здоров'я та соціальна допомога — 29,7 %, виробництво — 20,4 %, будівництво — 8,5 %, науковці, спеціалісти, менеджери — 8,2 %.